# Zr.Ms. Willemstad (1986)
De Zr.Ms. Willemstad (M 864) is een Nederlandse mijnenjager van de Alkmaarklasse en het eerste schip, bij de Nederlandse marine, dat vernoemd is naar de Noord-Brabantse vestingstad Willemstad. Het schip is gebouwd door de scheepswerf Van der Giessen de Noord in Alblasserdam.
In de periode 2009-2010 onderging de Willemstad het Capability Upgrade Program waarbij met name de sensoren-, wapen- en commandosystemen werden vervangen.